# Alexander Patch
Alexander McCarrell Patch (Fort Huachuca, 23 de novembro de 1889 – Fort Sam Houston, 21 de novembro de 1945) foi um general do Exército dos Estados Unidos, comandante de tropas na Guerra do Pacífico e na Europa, nomeadamente na Batalha de Guadalcanal e na invasão da França, durante a II Guerra Mundial.
Patch nasceu num posto da Cavalaria do Exército no Arizona onde seu pai comandava um destacamento e desde criança não quis seguir outra carreira que não fosse a militar, formando-se em West Point em 1909. Ele queria seguir a carreira de seu pai na cavalaria, mas percebendo que a força ficava obsoleta se decidiu pela infantaria, na qual foi incorporado em 1913.
Durante a I Guerra Mundial, serviu como oficial de infantaria e instrutor na escola de metralhadores do exército. Como comandante de homens na guerra, Patch chamou a atenção do General George Marshall, então membro do estado-maior do general John Pershing, comandante-em-chefe das forças norte-americanas na Europa durante a guerra. No período entre guerras, Marshall o promoveu a brigadeiro-general e o enviou para chefiarFort Bragg, como supervisor do treinamento dos novos soldados ali.
Em 1942, foi enviado ao Pacífico para organizar e reforçar as defesas da Nova Caledônia. Ele assumiu o comando de um grupo de unidades militares dispersas, juntou-as e lhes deu o nome de Americal Division, após sugestão de um soldado raso do grupo. 
A unidade entrou em ação na Batalha de Guadalcanal substituindo a 1ª Divisão de Marines do General Vandegrift, que ali lutava desde agosto. Patch passou o comando da divisão criada por ele e assumiu o comando geral das forças em Guadalcanal, que sob seu comando, muitas vezes pessoal em combate, expulsou os japoneses da ilha e consolidou a primeira vitória terrestre aliada no teatro de guerra do Pacífico.
Impressionado com seu desempenho, o general Marshall o enviou para a Europa onde ele assumiu o comando do 7º Exército, desembarcando em 15 de agosto de 1944 na Riviera francesa e rapidamente progredindo para o norte, subindo o rio Reno, onde se encontrou com o exército de George Patton vindo da Normandia. Nesta época sofreu uma tragédia pessoal quando seu filho, o capitão Alexander Patch III, foi morto em combate na França em 22 de outubro de 1944.
Como comandante do 7.º Exército até o final da guerra, o tenente-general Patch levou suas tropas através do Reno e da Linha Siegfried para o interior da Alemanha.
Em agosto de 1945 ele retornou aos Estados Unidos para assumir o comando de outro exército mas teve que ser hospitalizado com problemas nos pulmões. Morreu de pneumonia em 21 de novembro num hospital em Fort Sam Houston e foi sepultado no cemitério de West Point. Foi promovido postumamente a general-de-exército.